# Gare de Kami-Otai
La gare de Kami-Otai (上小田井駅, Kami-Otai-eki) est une gare ferroviaire de la ville de Nagoya, dans la préfecture d'Aichi au Japon. Elle est exploitée par la compagnie Meitetsu et le métro de Nagoya.

## Situation ferroviaire
La gare de Kami-Otai se trouve au point kilométrique (PK) 3,5 de la ligne Meitetsu Inuyama. Elle marque le début de la ligne Tsurumai (les deux lignes sont interconnectées).

## Histoire
La gare a été inaugurée le 6 août 1912 sur la ligne Meitetsu Inuyama. Le métro y arrive le 27 octobre 1991.

## Services aux voyageurs

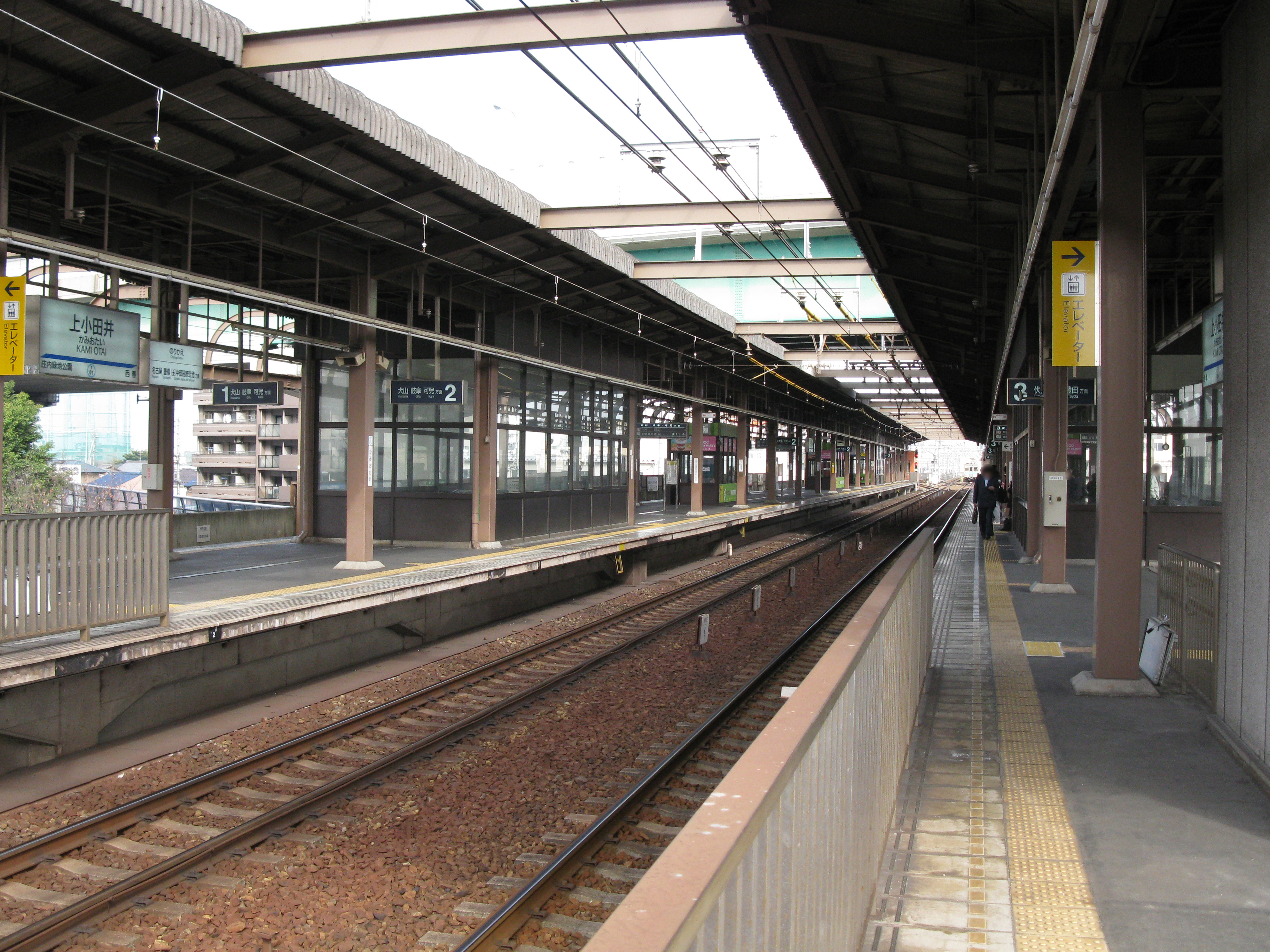
Vue des quais

### Accès et accueil
La gare dispose d'un bâtiment voyageurs, avec guichet, ouvert tous les jours.

### Desserte

#### Meitetsu
- Ligne Meitetsu Inuyama :
  - voies 1 et 2 : direction Inuyama
  - voie 4 : direction Nagoya

#### Métro de Nagoya
- Ligne Tsurumai :
  - voie 3 : direction Akaike

### Intermodalité
La gare d’Otai (ligne Jōhoku) est située à proximité. 